# Ехуд Барак
Ехуд Барак (иврит: אֵהוּד בָּרָק) е израелски военен и политически деец, 10-и министър-председател на Израел (1999 – 2001).
Постъпва през 1959 в армията на Израел и служи там 35 години, като стига до чин генерал-лейтенант. Награждаван е с многобройни военни отличия, добива академични титли от Еврейския университет в Йерусалим и от Станфордския университет.
През 1995 Барак е министър на вътрешните работи, а през периода 1995 – 1996 е и министър на външните работи на държавата Израел. През 1996 е избран и за шеф на Работническата партия.
На 17 май 1999 печели изборите за министър-председател. Опитва се да задвижи отново мирния процес с палестинците, но поради натрупаното и в двете страни недоверие насилието ескалира. На 28 септември 2000 Ариел Шарон посещава джамията Ал-Акса в Йерусалим, което става причина за избухването на т.нар. Втора интифада. На 29 януари 2001 Барак губи изборите за министър-председател от Ариел Шарон.